# جسپر (ایندیانا)
جسپر، ایندیانا (به انگلیسی: Jasper, Indiana) یک شهر در ایالات متحده آمریکا با جمعیت ۱۵٬۰۳۸ نفر است که در ایندیانا واقع شده‌است.

## موقعیت جغرافیایی
موقعیت جغرافیایی شهرها و مناطق اطراف به شرح زیر است: